# Naučná stezka Litovelské luhy
Naučná stezka Litovelské luhy je naučná stezka a cyklostezka na území sídel Litovel, Lhota nad Moravou (část obce Náklo), Hynkov (část obce Příkazy), Horka nad Moravou, Křelov (část obce Křelov-Břuchotín) a Řepčín (část města Olomouc) v okrese Olomouc v Olomouckém kraji. Trasa vede po pravém břehu řeky Morava v Hornomoravském úvalu v CHKO Litovelské pomoraví a v etnickém regionu Haná.

## Historie a popis
Naučná stezka Litovelské luhy má název podle přírodní rezervace Litovelské luhy. Nahradila již zaniklou naučnou stezku Luhy Litovelského Pomoraví, která vznikla ve 20. století. Je zaměřena na přírodou a zajímavosti místních lužních lesů, vodstva a přírody mezi Olomoucí a Litovlí. Začíná v Olomouci (u mostu přes Mlýnský potok na konci Martinovy ulice) a končí v Litovli na Husově ulici u Husova sboru. Délka stezky je uváděna 18-19 km s 11 zastávkami s informačními panely. Kromě chráněné krajinné oblasti Litovelské Pomoraví a Litovelské luhy, vede trasa přes přírodní rezervaci Plané loučky a národní přírodní rezervaci Ramena řeky Moravy. Zajímavostí na trase je také památný Šargounský dub v Karlově a budova Informační středisko CHKO Litovelské Pomoraví – Šargoun v Šargounu. Správcem a zřizovatelem naučné stezky je Agentura ochrany přírody a krajiny České republiky.

## Další informace
Naučná stezka Litovelské luhy navazuje nebo se prolíná s dalšími stezkami, např. Naučná stezka kol kolem Olomouce, Naučná stezka Putování lučním královstvím, Naučná stezka kolem jezera Poděbrady, Naučná stezka Na křídlech ptáků, Lesánkova naučná stezka, Naučná stezka Litovel, Moravská stezka, EuroVelo 9, cyklistická trasa 6027 aj.

## Galerie

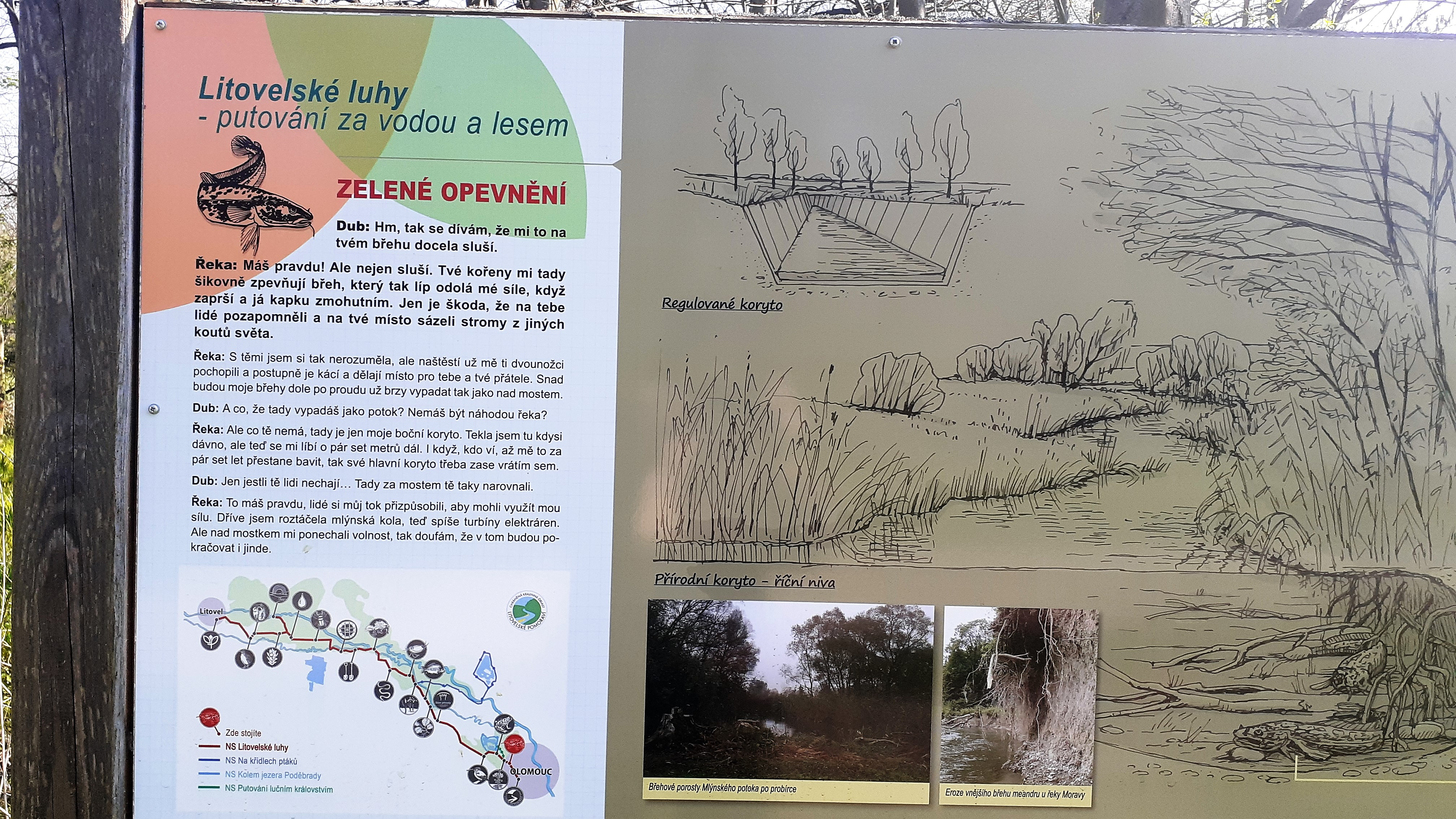
Informační panel
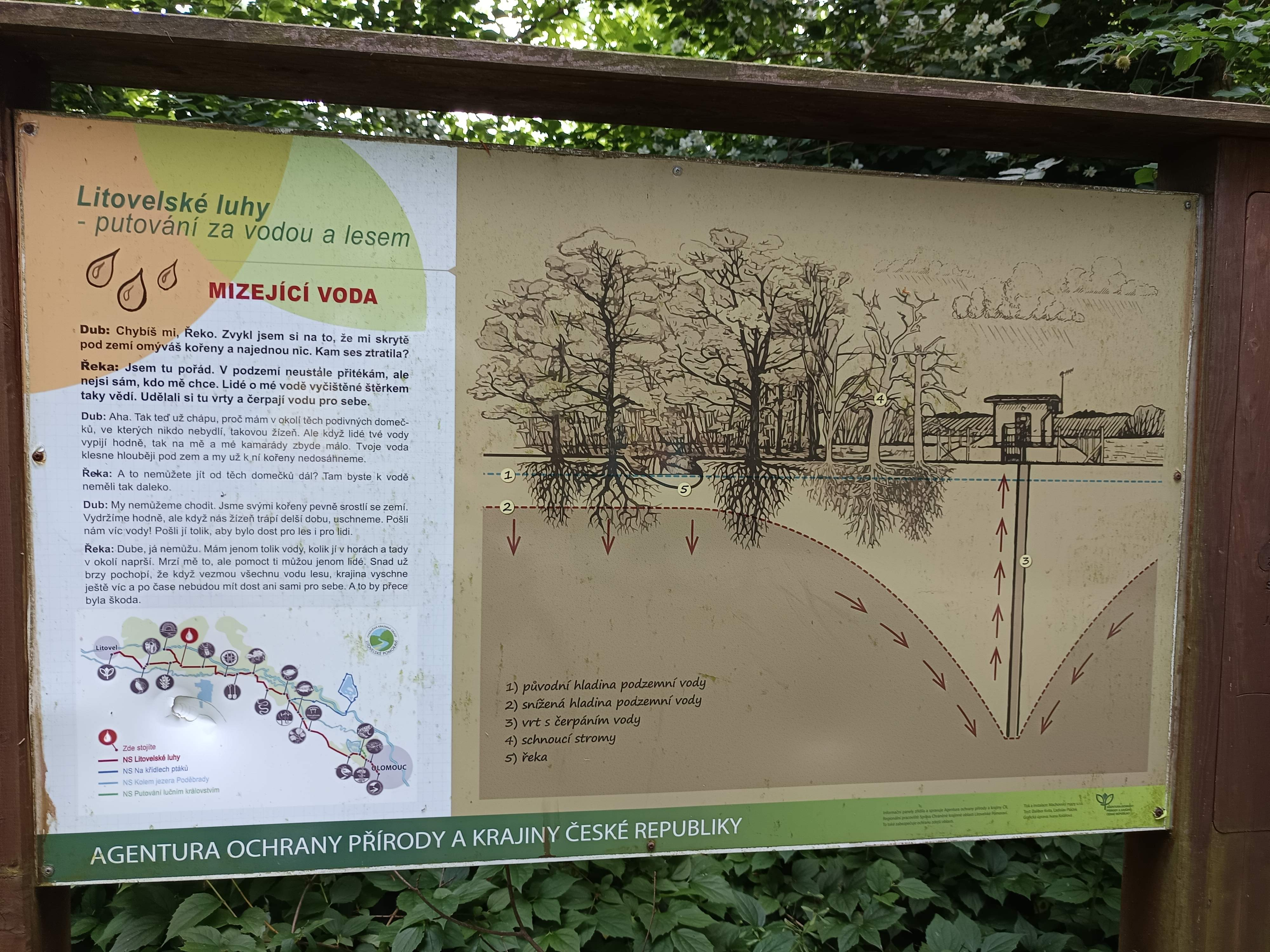
Informační panel
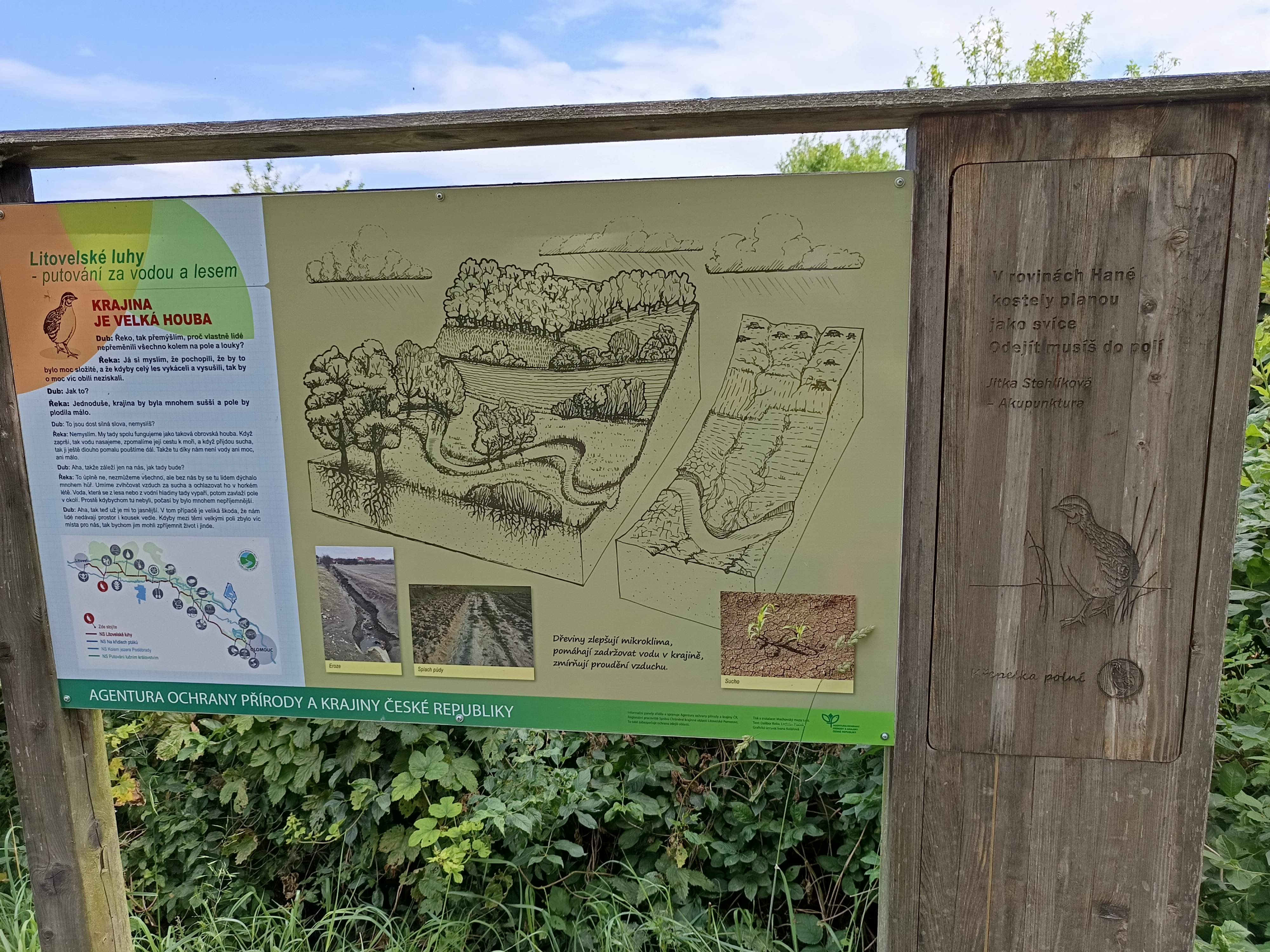
Informační panel